# أليكس ميشيل
أليكس ميشيل (بالإنجليزية: Alex Michel)‏ هو مستشار أمريكي، ولد في 10 أغسطس 1971 في شارلوتسفيل في الولايات المتحدة.